# Premiul Oscar pentru cel mai bun film de animație
Premiul Oscar pentru cel mai bun film de desene animate (engleză Academy Award for Best Animated Feature) este o recompensă acordată anual de Academia Americană de film.
Categoria pentru cel mai bun film de desene animate a fost inclusă pentru prima dată în 2001. A fost introdusă pentru că la ceremonia anterioară, membrii Academiei au fost dezamăgiți că filmul de succes Chicken Run nu a fost nominalizat la categoria Cel mai bun film. (Din 1991, Frumoasa și Bestia a rămas singurul film de animație care a fost nominalizat la categoria „Cel mai bun film”)

## Lista câștigătorilor și nominalizărilor pentru cel mai bun film de desene animate

### Anii 2000
| An   | Câștigător                             | Nominalizări                                                                     |
| ---- | -------------------------------------- | -------------------------------------------------------------------------------- |
| 2001 | Shrek                                  | - Jimmy Neutron: Boy Genius - Monsters, Inc.                                     |
| 2002 | Spirited Away                          | - Ice Age - Lilo & Stitch - Spirit: Stallion of the Cimarron - Treasure Planet   |
| 2003 | Finding Nemo                           | - Brother Bear - The Triplets of Belleville                                      |
| 2004 | The Incredibles                        | - Shark Tale - Shrek 2                                                           |
| 2005 | Wallace și Gromit: Blestemul iepurelui | - Corpse Bride - Howl's Moving Castle                                            |
| 2006 | Happy Feet                             | - Cars - Monster House                                                           |
| 2007 | Ratatouille                            | - Persepolis - Surf's Up                                                         |
| 2008 | WALL-E                                 | - Bolt - Kung Fu Panda                                                           |
| 2009 | Up                                     | - Coraline - Fantastic Mr. Fox - The Princess and the Frog - The Secret of Kells |

### Anii 2010
| An   | Câștigător                        | Nominalizări                                                                                     |
| ---- | --------------------------------- | ------------------------------------------------------------------------------------------------ |
| 2010 | Toy Story 3                       | - How to Train Your Dragon - The Illusionist                                                     |
| 2011 | Rango                             | - A Cat in Paris - Chico and Rita - Kung Fu Panda 2 - Puss in Boots                              |
| 2012 | Brave                             | - Frankenweenie - ParaNorman - The Pirates! Band of Misfits - Wreck-It Ralph                     |
| 2013 | Frozen                            | - The Croods - Despicable Me 2 - Ernest & Celestine - The Wind Rises                             |
| 2014 | Big Hero 6                        | - The Boxtrolls - How to Train Your Dragon 2 - Song of the Sea - The Tale of the Princess Kaguya |
| 2015 | Inside Out                        | - Anomalisa - Boy & the World - Shaun the Sheep Movie - When Marnie Was There                    |
| 2016 | Zootopia                          | - Kubo and the Two Strings - Moana - My Life as a Zucchini - The Red Turtle                      |
| 2017 | Coco                              | - The Boss Baby - The Breadwinner - Ferdinand - Loving Vincent                                   |
| 2018 | Spider-Man: Into the Spider-Verse | - Incredibles 2 - Isle of Dogs - Mirai - Ralph Breaks the Internet                               |
| 2019 | Toy Story 4                       | - How to Train Your Dragon: The Hidden World - I Lost My Body - Klaus - Missing Link             |

### Anii 2020
| An        | Câștigător                 | Nominalizări                                                                                                   |
| --------- | -------------------------- | --- |
| 2020/2021 | Soul                       | - Onward - Over the Moon - A Shaun the Sheep Movie: Farmageddon - Wolfwalkers                                  |
| 2021      | Encanto                    | - Flee - Luca - The Mitchells vs. the Machines - Raya and the Last Dragon                                      |
| 2022      | Pinocchio                  | - Marcel the Shell with Shoes On - Puss in Boots: The Last Wish - The Sea Beast - Roșu aprins                  |
| 2023      | Băiatul și stârcul         | - Elementar - Nimona - Robot Dreams - Omul-Păianjen: Prin lumea păianjenului                                   |
| 2024      | Flow - O pisică fără frică | - Întors pe dos 2 - Memoir of a Snail - Wallace și Gromit: Răzbunare împănată - Roboțica roz: Gardiana insulei |